# Record di velocità
Questa voce contiene i principali record di velocità registrati o stimati sulla Terra sia per gli esseri viventi che per i mezzi di locomozione.
Nell'articolo la velocità è generalmente intesa come velocità media, ovvero il rapporto tra lo spazio percorso e il tempo impiegato a percorrerlo. Laddove si intenda invece la velocità istantanea massima (un valore di picco registrato in un certo istante), questo è espressamente indicato.
In alcuni casi si è ritenuto opportuno riportare i record riguardanti la breve distanza e la lunga distanza, dove breve e lunga dipendono dal contesto, in quanto, in generale, i record di velocità assoluti (per gli esseri viventi) possono essere mantenuti solo per brevi tratti o in condizioni particolari.

## Record di velocità umani

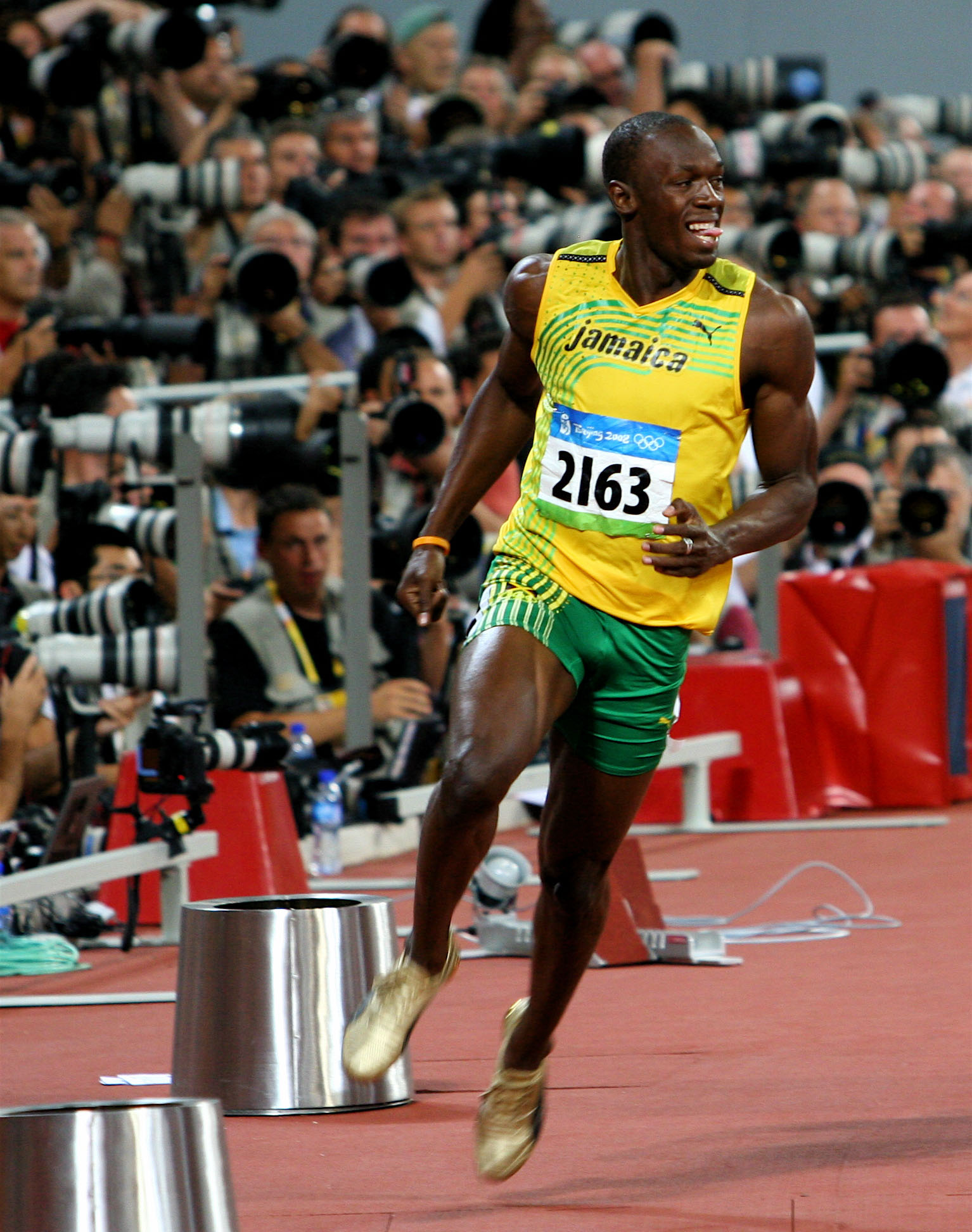
Usain Bolt

- Le maggiori velocità ufficialmente registrate per l'uomo sulla breve distanza e calcolate con partenza da fermo sono ottenute sulle distanze dei 100 e dei 200 metri piani, (specialità dell'atletica leggera). L'attuale primatista è il giamaicano Usain Bolt, che il 16 agosto 2009 a Berlino ha corso i 100 metri in 9,58 secondi, a una media di 37,578 km/h (con vento a 0,9 m/s). La velocità media ottenuta dallo stesso Bolt nel corso del suo record mondiale di 19,19 sui 200 metri è leggermente minore (37,52 km/h). Le velocità massime (ancorché non registrate ufficialmente per tutte le competizioni) vengono ottenute nella seconda parte delle gare sui 100 metri; nel corso della gara in cui ha ottenuto il record, Bolt ha raggiunto una velocità massima di circa 45 km/h[1].
- L'uomo più veloce del mondo sulla lunga distanza è generalmente considerato il detentore del primato mondiale della maratona (42 chilometri e 195 metri). L'attuale detentore è l'atleta keniota Kelvin Kiptum, che l'8 Ottobre 2023 a Chicago (USA) percorse la maratona in 2 ore 00 minuti e 35 secondi, con una velocità media di 20,995 km/h.

- Il record di velocità per una bicicletta guidata da un essere umano appartiene a Denise Mueller-Korenek, che ha stabilito il record il 16 settembre 2018 a Bonneville Salt Flats (deserto di sale) nello Utah, viaggiando in media a 296,009 km/h su una bicicletta KHS in carbonio costruita su misura dietro un dragster preparato appositamente per minimizzare la resistenza dell'aria; la bicicletta è equipaggiata con ruote da 17" e una trasmissione a doppia corona con un rapporto di 62:12 denti, ripetuto per due volte, che permette uno sviluppo metrico di 39 metri per pedalata. Il precedente record apparteneva a Fred Rompelberg (Paesi Bassi) che il 3 ottobre 1995 sulle Bonneville Salt Flats (Utah, USA) arrivò a 268,831 km/h; si deve notare che tale velocità è stata possibile grazie ad uno speciale dragster "spaccavento" (finalizzato a ridurre l'attrito dell'aria) che precedeva la bicicletta nel tentativo di record.
- Il record senza spaccavento è di 133,78 km/h[2] (Sebastiaan Bowier, olandese, 2013), su una bicicletta reclinata carenata. Prendendo in considerazione tratti in discesa, questo record è sopravanzato da quello di Eric Barone di 223,3 km/h istantanei realizzato su neve a Vars nel 2015[3].
- Il record del mondo di velocità sugli sci è detenuto dal francese Simon Billy, che a Vars, in Francia, ha raggiunto i 255,50 km/h il 22 marzo 2023.[4]
- La massima velocità raggiunta da un uomo in atmosfera è stata stabilita il 14 ottobre 2012 da Felix Baumgartner lanciatosi, durante la missione Red Bull Stratos[5][6], dalla quota di 38969 m ed è di 1357 km/h (Mach 1,25, inoltre fu l'essere vivente più veloce del mondo in assoluto, senza l'ausilio di propulsori).

## Record di velocità animali

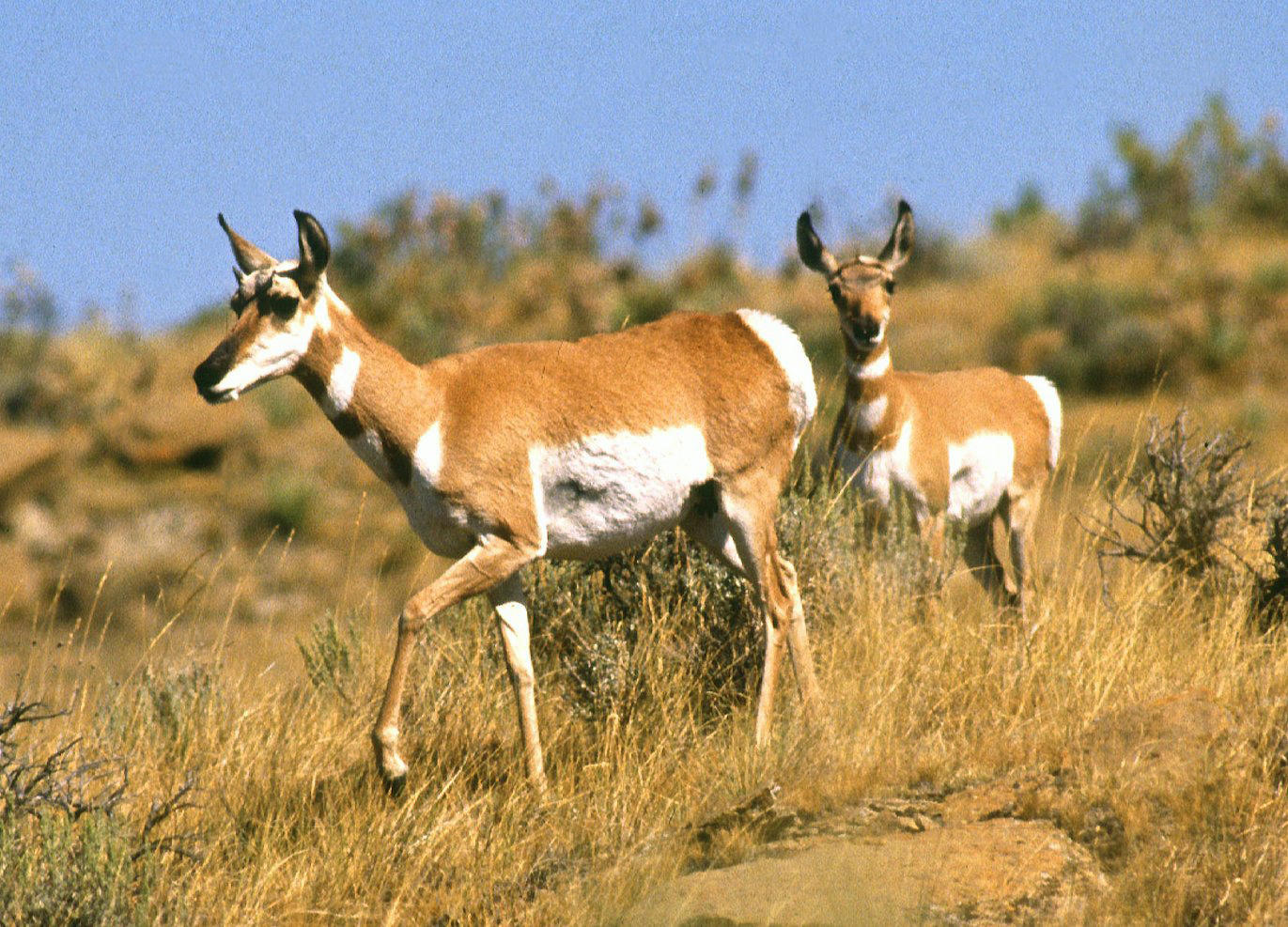
Antilocapra

- L'animale terrestre più veloce è il ghepardo che per brevi tratti (alcune centinaia di metri) può raggiungere una velocità di 120 km/h (anche se, da misurazioni fatte con tecnologie più recenti, è stato rilevato come la velocità raggiunta sia di 93 km/h). Al Cincinnati Zoo and Botanical Garden di Cincinnati, su una pista certificata dalla federazione di atletica leggera statunitense, un ghepardo ha corso i 100 metri piani in 5"95, raggiungendo i 98 km/h (con una media però di 60,5 km/h)[7].
- Il mammifero più veloce della terraferma sulla lunga distanza è l'antilocapra, che può raggiungere velocità medie di 56 km/h su tratti di 6 km. Su breve distanza può raggiungere velocità di 90 km/h.
- Il mammifero acquatico più veloce è l'orca, che raggiunge velocità di 55,5 km/h.
- Il cavallo più veloce del mondo ha raggiunto la velocità di 70,76 km/h[8].
- Il cane più veloce è il greyhound (levriero inglese), che raggiunge la velocità di 72,42 km/h.
- L'animale più lento in assoluto è la lumaca, che raggiunge velocità di 0,05 km/h[9].
- L'uccello più veloce in volo battuto è il rondone codacuta, che raggiunge i 175 km/h.
- L'uccello più veloce in picchiata e l'animale più veloce in assoluto è il falco pellegrino, che è stato cronometrato aver raggiunto la velocità di 324 km/h, ma che teoricamente potrebbe riuscire a raggiungere la sua velocità critica di 384 km/h.
- La Fregata magnifica nel suo punto critico potrebbe percorrere un viaggio di 400 km.[10]

- Il pesce più veloce è il pesce vela, che può raggiungere velocità di 109 km/h.

## Record di velocità con veicoli

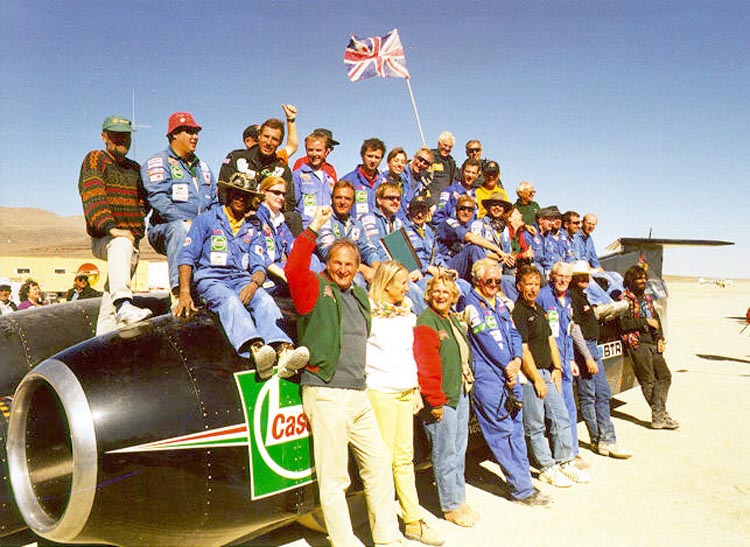
Il ThrustSSC, l'automobile più veloce, nel Black Rock Desert

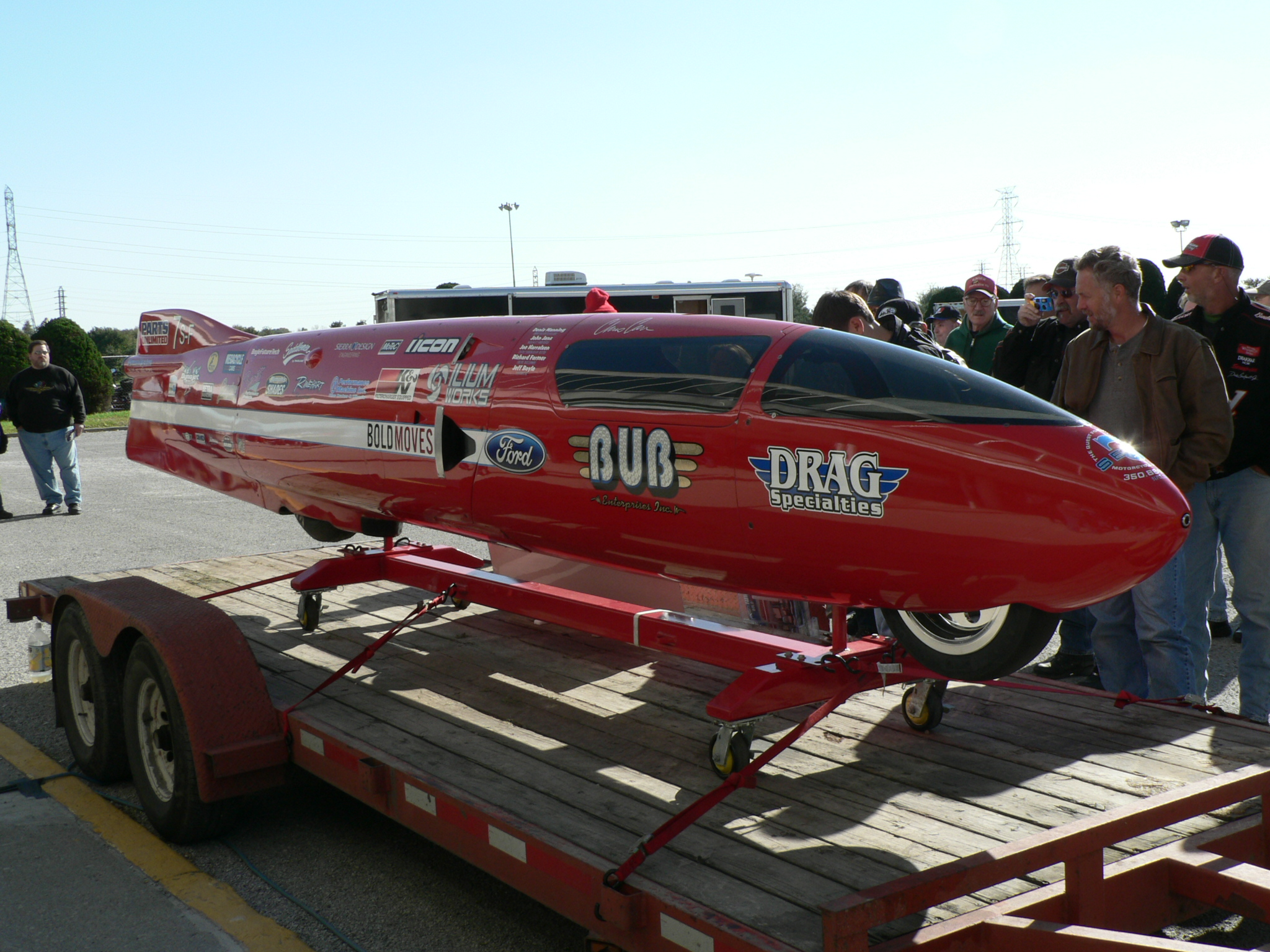
Lo Streamliner di Chris Carr, precedente detentore del record con

### Su strada

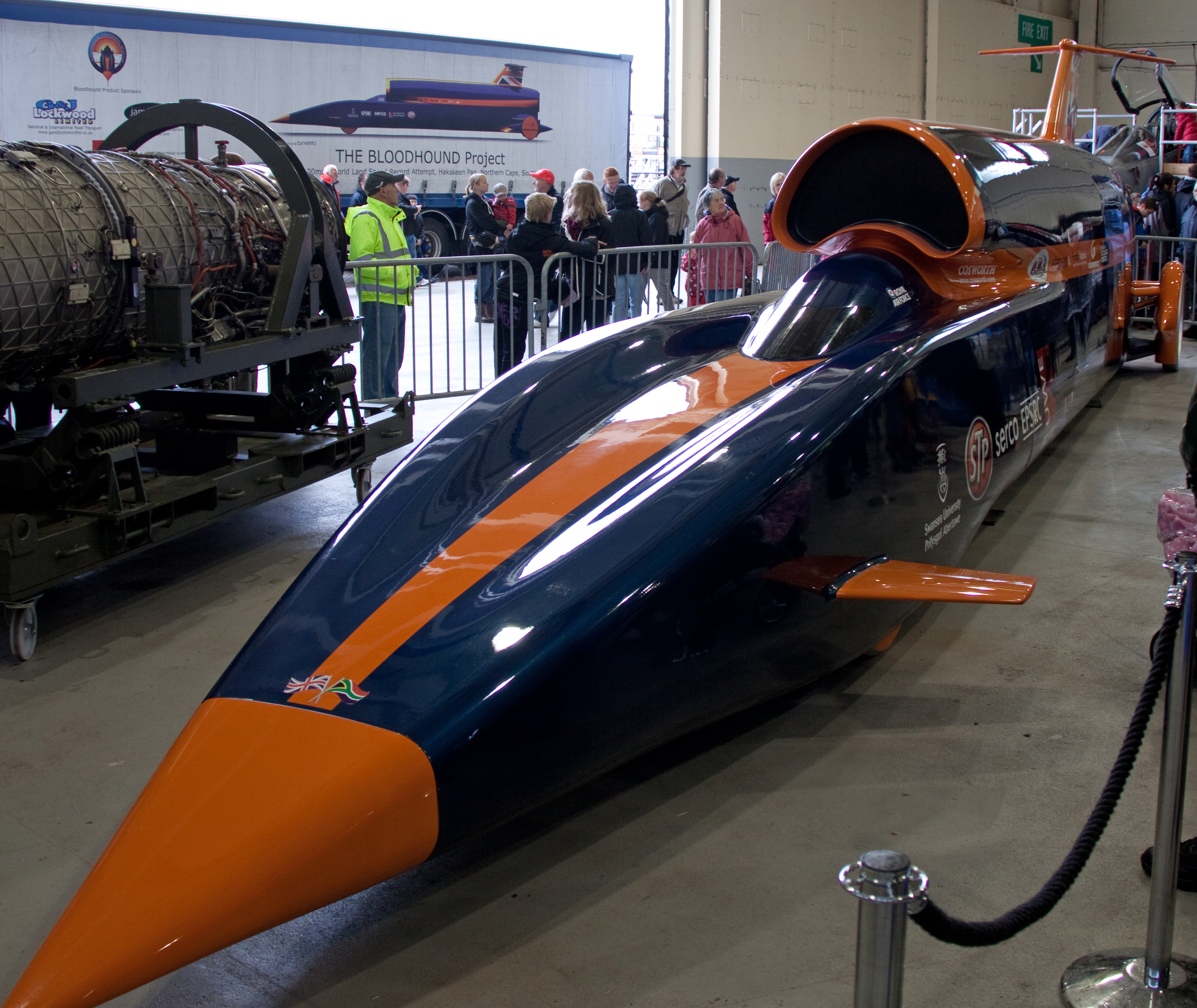
Il Bloodhound SSC

- L'attuale record di velocità terrestre di un'automobile è stato realizzato il 15 ottobre 1997 nel Black Rock Desert (Nevada, USA) quando il pilota della RAF Andy Green raggiunse la velocità di 1227,98 km/h (Mach 1,02) a bordo del Thrust SSC (Thrust SuperSonic Car), un veicolo pesante 10 tonnellate con due motori a reazione (più simile ad un aereo senza ali che ad un'auto comunemente intesa) progettato da Richard Noble e Ron Ayers. Il Thrust SSC è anche la prima auto ad aver superato "ufficialmente" il muro del suono (nel 1979 Stan Barret a bordo del Budweiser rocket toccò i 1190 km/h ma il record non fu ritenuto regolare). Lo stesso Andy Green è anche titolare, dal 22 agosto 2006 del record di velocità per veicoli equipaggiati da motore diesel, avendolo stabilito a bordo del JCB Dieselmax con 526 km/h).
- Il record di velocità di un'automobile di serie è stato registrato il 4 novembre 2017, quando il pilota Niklas Lilja alla guida della Koenigsegg Agera RS raggiunse la velocità media sul miglio lanciato di 447,19 km/h, sul chilometro lanciato di 445,63 km/h, su una strada di Pahrump, Nevada; la velocità massima toccata con vento a favore è risultata essere 457,94 km/h[11]
- Il record di velocità su terra di una motocicletta appartiene a Rocky Robinson, ex pilota di motocross e trial che il 25 settembre 2010 ha fatto registrare una velocità di 605,698 km/h, battendo il precedente record detenuto da Chris Carr. Il record è stato stabilito durante l'ultima giornata del Cook Land Speed Shoot Out nelle Bonneville Salt Flats (Utah, USA) e si riferisce alla velocità media sul chilometro lanciato. Robinson è il primo uomo ad abbattere il muro dei 600 km/h a bordo di una motocicletta[12]. Il record per una motocicletta convenzionale (non completamente carenata) è stato invece stabilito da Richard Assen nel 2011, raggiungendo i 420,663 km/h[13]. Il record per una motocicletta elettrica è stato stabilito da Max Biaggi il 22 novembre 2021, raggiungendo i 470,257 km/h a bordo della Voxan Wattman presso il John F. Kennedy Space Centre[14]

### Su rotaia
- Il record di velocità su rotaia di un veicolo sperimentale, che è anche il record assoluto di velocità su terra, è di 10325 km/h ( circa Mach 8.5) realizzato da una slitta, senza equipaggio, spinta da un razzo ad opera del "846th Test Squadron" nella base statunitense Holloman Air Force Base, situata nel Nuovo Messico.
- Il record di velocità su rotaia per un treno non sperimentale appartiene ad L0, un treno a levitazione magnetica delle ferrovie del Giappone che raggiunse la velocità di 603 km/h il 21 aprile 2015[15]. Tra i treni convenzionali il più veloce è il V150, un AGV (Automotrice à Grande Vitesse) francese, che il 3 aprile 2007 raggiunse la velocità di 574,8 km/h, sulla linea tra Strasburgo e Parigi. Il nome del treno deriva proprio dallo scopo originale del progetto che ha portato alla sua realizzazione, ovvero quello di raggiungere la velocità di 150 metri al secondo, pari a 540 km/h; tale velocità venne poi abbondantemente superata nel tentativo ufficiale.

### In acqua

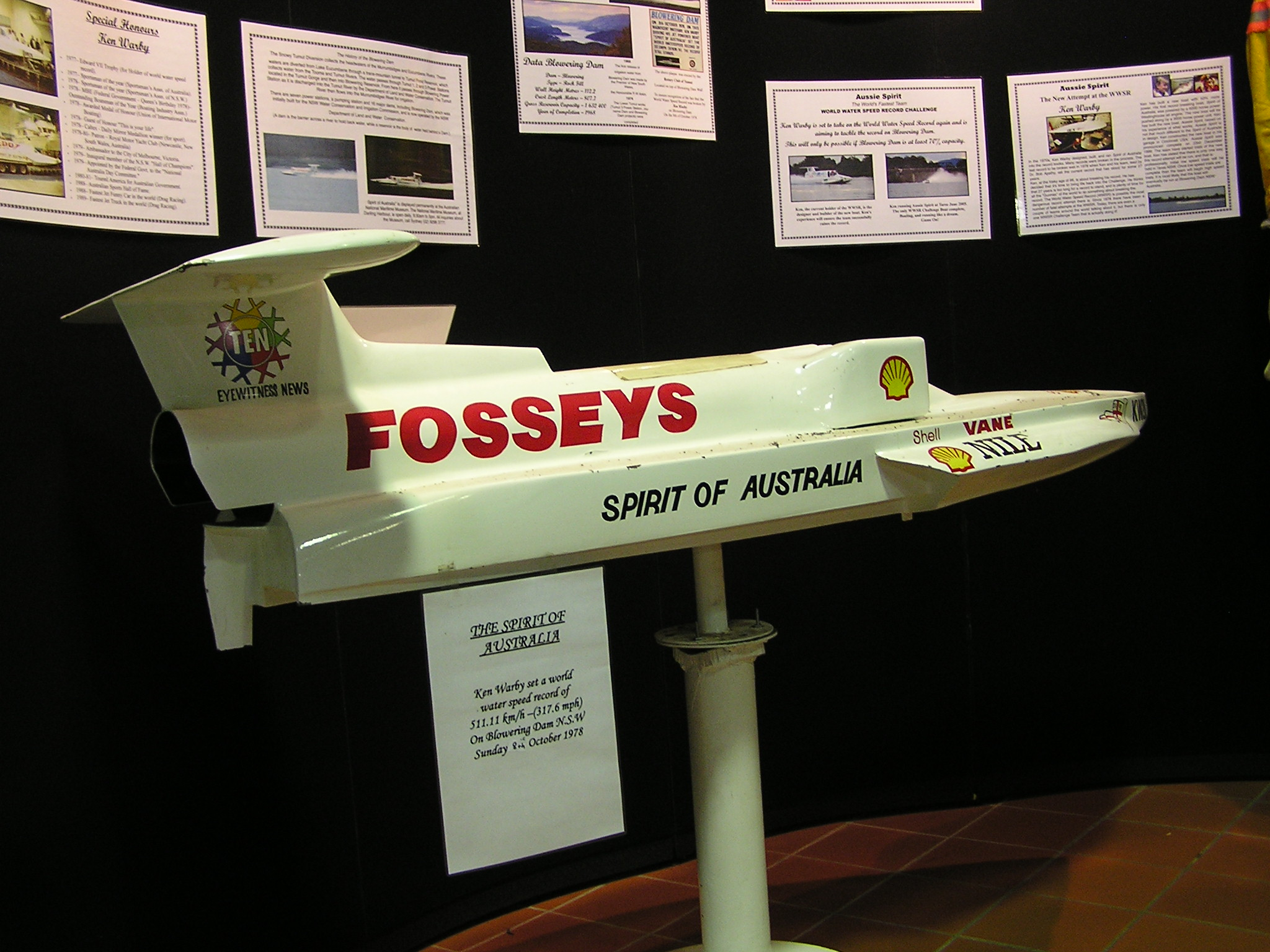
Modello dello Spirit of Australia

- Il record di velocità acquatico viene ratificato dalla Union Internationale Motonautique.
- Attualmente il record assoluto è detenuto dallo Spirit of Australia un motoscafo propulso da un motore jet Westinghouse J34, col quale Ken Warbyil ha raggiunto i 511,11 km/h, l'8 ottobre 1978, al Blowering Dam, nel Nuovo Galles del Sud[16][17].
- Il record per imbarcazioni spinte da un motore a combustione interna è stato stabilito il 15 giugno 2000, da Miss Freei, guidata da Russ Wicks, che ha raggiunto i 355,6 km/h.[18]
- Il record per barche spinte da motore a vapore, risale al 1903, quando l'Arrow, comandato da Charles Ranlett Flint raggiunse i 72,5 km/h.[19]

### In aria

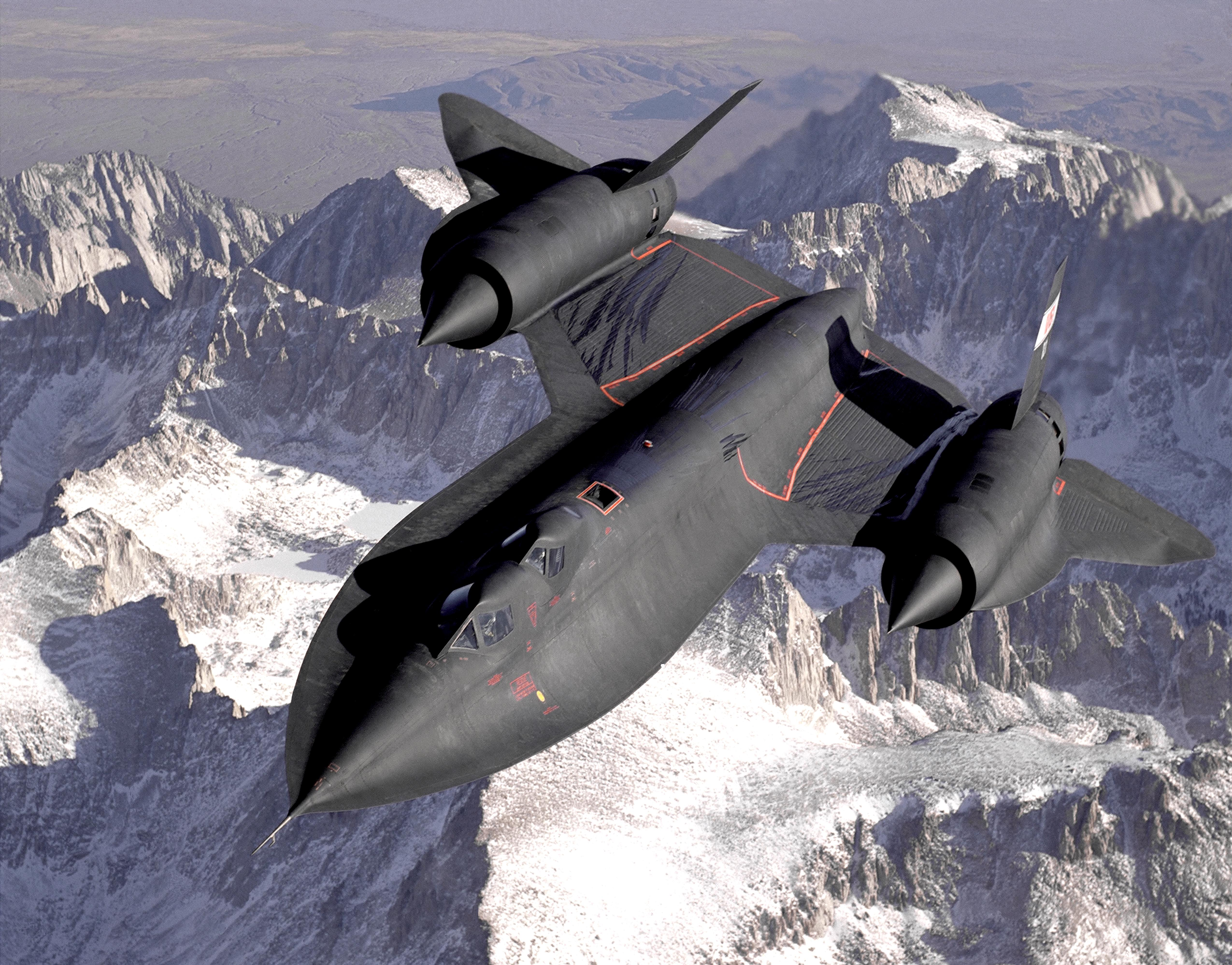
Il Lockheed SR-71 Blackbird, l'aereo più veloce, raggiunse il 28 luglio 1976

- L'aereo civile più veloce di sempre è stato il Tupolev Tu-144, raggiungendo 2,5 Mach.
- La velocità più alta raggiunta da un aereo in grado di decollare e atterrare autonomamente è di un SR-71 che volò a 3529,6 km/h (3,35 Mach) a 23 000 m.
- Attualmente, l'X-15 detiene ancora il record mondiale ufficiale per la più alta velocità mai raggiunta da un aereo con equipaggio: Mach 6.72, che è 6,72 volte la velocità del suono, o 4.520 mph (7.274 km / h).
- La velocità più alta raggiunta da un aereo sperimentale è di un Boeing X-43A che volò senza pilota a circa 12000 km/h (9,6 Mach) il 16 novembre 2004.

### Nello spazio
- Il veicolo con equipaggio umano che ha raggiunto la più alta velocità è stato il Modulo di Comando denominato Charlie Brown della missione Apollo 10 che il 26 maggio 1969 raggiunse la velocità di 39897 km/h (11,08 km/s).
- Il record per la maggiore velocità raggiunta da un oggetto creato dall'uomo appartiene alla sonda Parker Solar Probe, che il 29 aprile 2021 ha raggiunto i 532000 km/h in avvicinamento al Sole e raggiungerà il picco di velocità con 690000 km/h presso il perielio. Nel corso della sua missione la Solar Parker Probe correggerà la sua orbita per avvicinare sempre più il perielio al Sole fino a raggiungere, nella sua ventiduesima orbita, una velocità prevista di circa 689760 km/h (191,6 km/s) per il 24 dicembre 2024[20].